# پری‌شاهرخ سائو تمه
پری‌شاهرخ سائو تمه (نام علمی: Oriolus crassirostris) نام یک گونه از سرده پری‌شاهرخ است.